# 萊蓬德馬爾泰勒

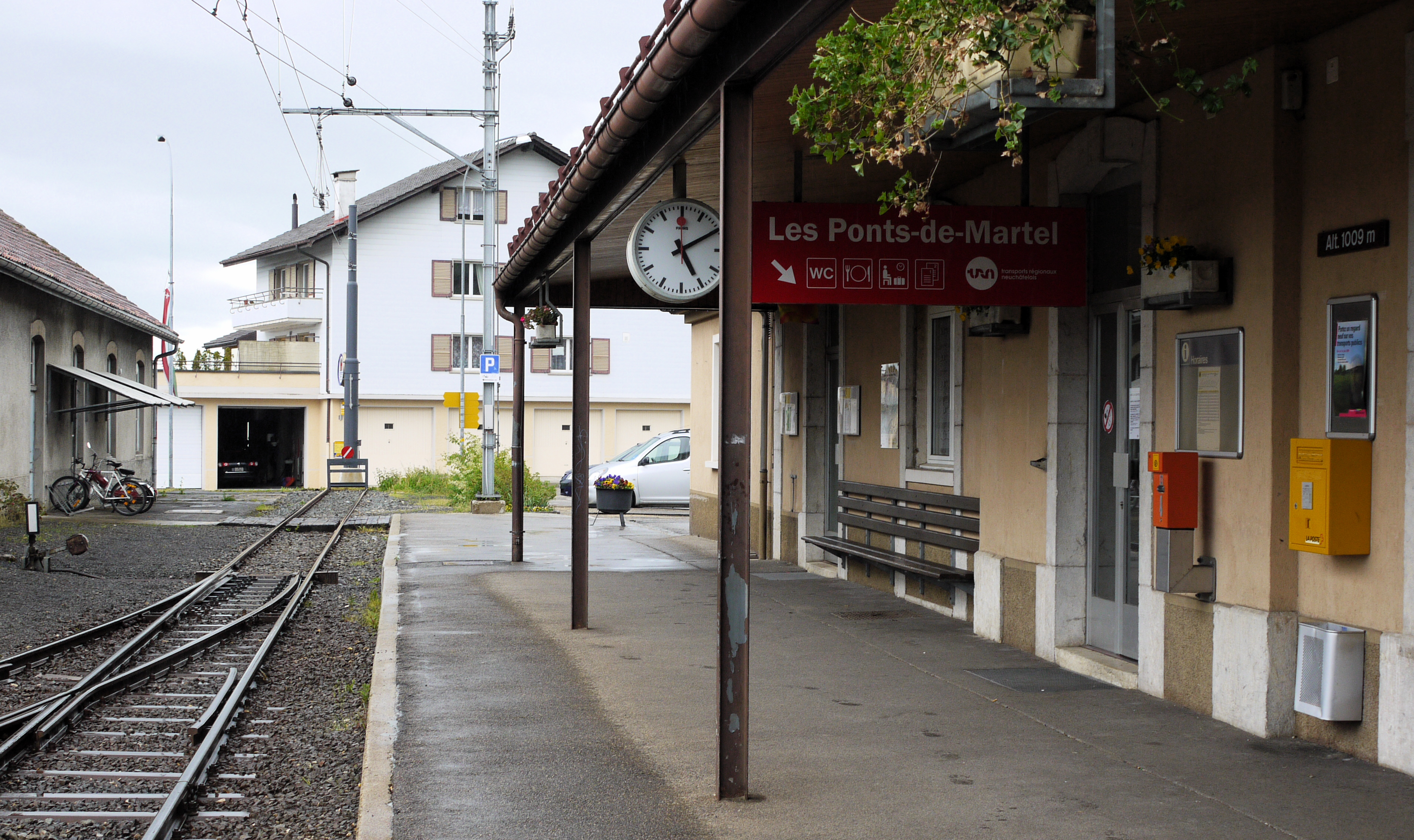

萊蓬德馬爾泰勒（法語：Les Ponts-de-Martel）是瑞士的城鎮，位於該國西部，由納沙泰爾州負責管轄，面積18.23平方公里，海拔高度1,009米，2011年人口1,254，六成人口信奉基督教，人口密度每平方公里69人。